# Pieniężno Pierwsze
Pieniężno Pierwsze ist ein Ort in der polnischen Woiwodschaft Ermland-Masuren. Er gehört zur Stadt- und Landgemeinde Pieniężno (Mehlsack) im Powiat Braniewski (Kreis Braunsberg).

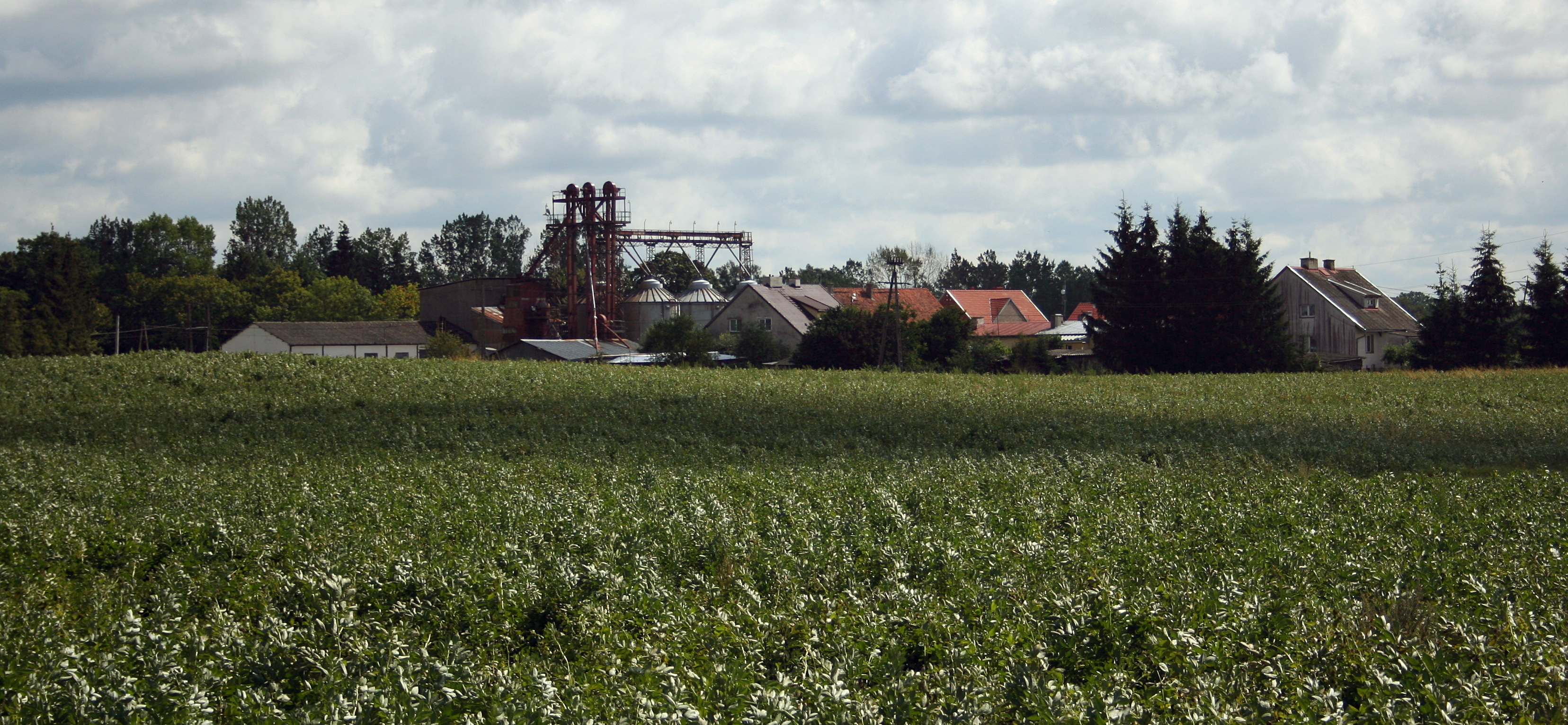
Teilansicht Pieniężno Pierwsze

## Geographische Lage
Pieniężno Pierwsze liegt im Nordwesten der Woiwodschaft Ermland-Masuren westlich der Wałsza (Walsch), drei Kilometer südwestlich der Stadt Pieniężno (Mehlsack) bzw. 24 Kilometer südöstlich der Kreisstadt Braniewo (Braunsberg).

## Geschichte
Über die geschichtliche Entwicklung des Dorfs liegen keine Unterlagen vor. Der Name ist erst nach 1945 entstanden, und eine etwaige deutsche Bezeichnung der Ortsstelle liegt nicht vor. Pieniężno Pierwsze ist eine polnische Osada (= „Siedlung“) innerhalb der Gmina Pieniężno (Stadt- und Landgemeinde Mehlsack) in unmittelbarer Nähe zur namensähnlichen Osada Pieniężno, die weniger als 300 Meter entfernt liegt. Sie gehört zum Powiat Braniewski (Kreis Braunsberg),  von 1975 bis 1998 der Woiwodschaft Elbląg, seither der Woiwodschaft Ermland-Masuren zugeordnet. Im Jahre 2021 waren in Pieniężno Pierwsze 441 Einwohner gemeldet.

## Religion
Pieniężno Piewsze gehört zur römisch-katholischen St.-Peter-und-Paul-Kirche Pieniężno im jetzigen Dekanat Orneta (Wormditt) im Erzbistum Ermland. Evangelischerseits ist es der Diözese Masuren der Evangelisch-Augsburgischen Kirche in Polen zugeordnet. 

## Verkehr
Pieniężno Piewsze liegt an einer Nebenstraße, die von der Stadt Pieniężno nach Kajnity (Heistern) führt. Der Bahnhof in der Stadt ist auch die nächstgelegene Bahnstation und liegt an der Bahnstrecke Olsztyn Gutkowo–Braniewo der Polnischen Staatsbahn.